# Донат Аррецийский

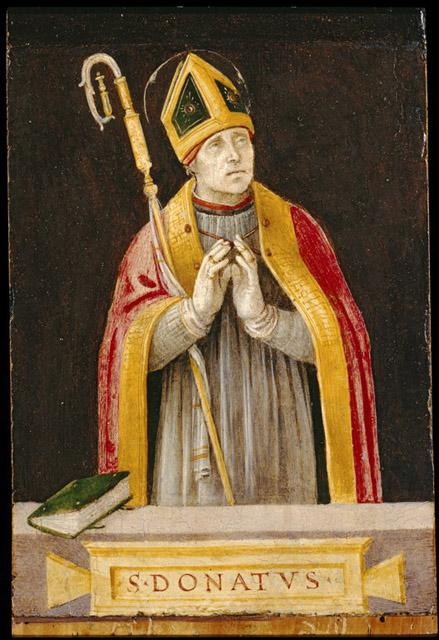
Святой Донат (Филиппо Липпи, 1496)

Донат (лат. Donatus Arretiensis, умер ок. 362 года) — епископ Аррецийский, по некоторым сведениям — священномученик. День памяти — 7 августа.

## Жизнеописание
Житие святого Доната было составлено Северином, епископом Аррецийским. Северин называет святого Доната мучеником, хотя в иных источниках тот описан как епископ и исповедник Веры. Житие святого Доната было известно святому Григорию Великому.
По преданию, святой Донат был родом из Никомедии, откуда прибыл с родителями в Рим. Рано оставшись сиротой, святой Донат (то есть дар), был воспитан христианским священником по имени Пимений (Pymenius, Pimenio). Его другом и товарищем по учёбе был будущий император Юлиан Отступник. Юлиан в итоге выучился на иподиакона, в то время как Донат стал чтецом. Как писал впоследствии Пётр Дамиани в своих Sermones, «на поле Господнем два ростка. Донат и Иулиан, растут вместе, но один стал кедром в раю, а другой — углём в вечном пламени ада».
По одному из преданий в ходе казней времён правления Юлиана пострадали родители Доната и его учитель Пимений. Донат бежал в Арреций, где полагал вместе с монахом Иларианом (Hilarianus) возносить молитвы ко Господу. Согласно Северину, святой Донат вернул к жизни женщину по имени Евфросина (Euphrosina); победил дракона, который отравлял местный колодец; вернул зрение женщине по имени Сириана (Syriana); изгнал беса, мучавшего Астерия, сына римского правителя Арреция.
Донат был рукоположён в диакона, а затем — и в священника святым Сатиром, епископом Аррецийским и продолжил свою проповедь в тех краях. После кончины святого Сатира папой Римским Иулием I святой Донат был поставлен епископом города. Человек по имени Анфим был диаконом Доната.
Однажды во время литургии, когда святой Донат совершал Евхаристию, во время которой была использована стеклянная чаша, язычники вторглись в храм и разбили чашу на мелкие осколки. После сугубой молитвы святой Донат собрал и соединил осколки. Но одного осколка во дне чаши не хватало. Однако чудесным образом ничто не истекало из чаши. Потрясённые увиденным, семьдесят девять язычников приняли христианство. Похожую историю рассказывают о святом Нонносе (Nonnosus), но разбитым объектом была стеклянная лампа.
Месяцем позже этого эпизода префект Арреция по имени Квадрациан арестовал Илариана-монаха и Доната. Илариан был умучен 16 июля 362 года, Донат был обезглавлен 7 августа в Арреции во время правления Юлиана Отступника. Он погребён в Ареццо, часть его мощей находится в Мурано.

## Почитание

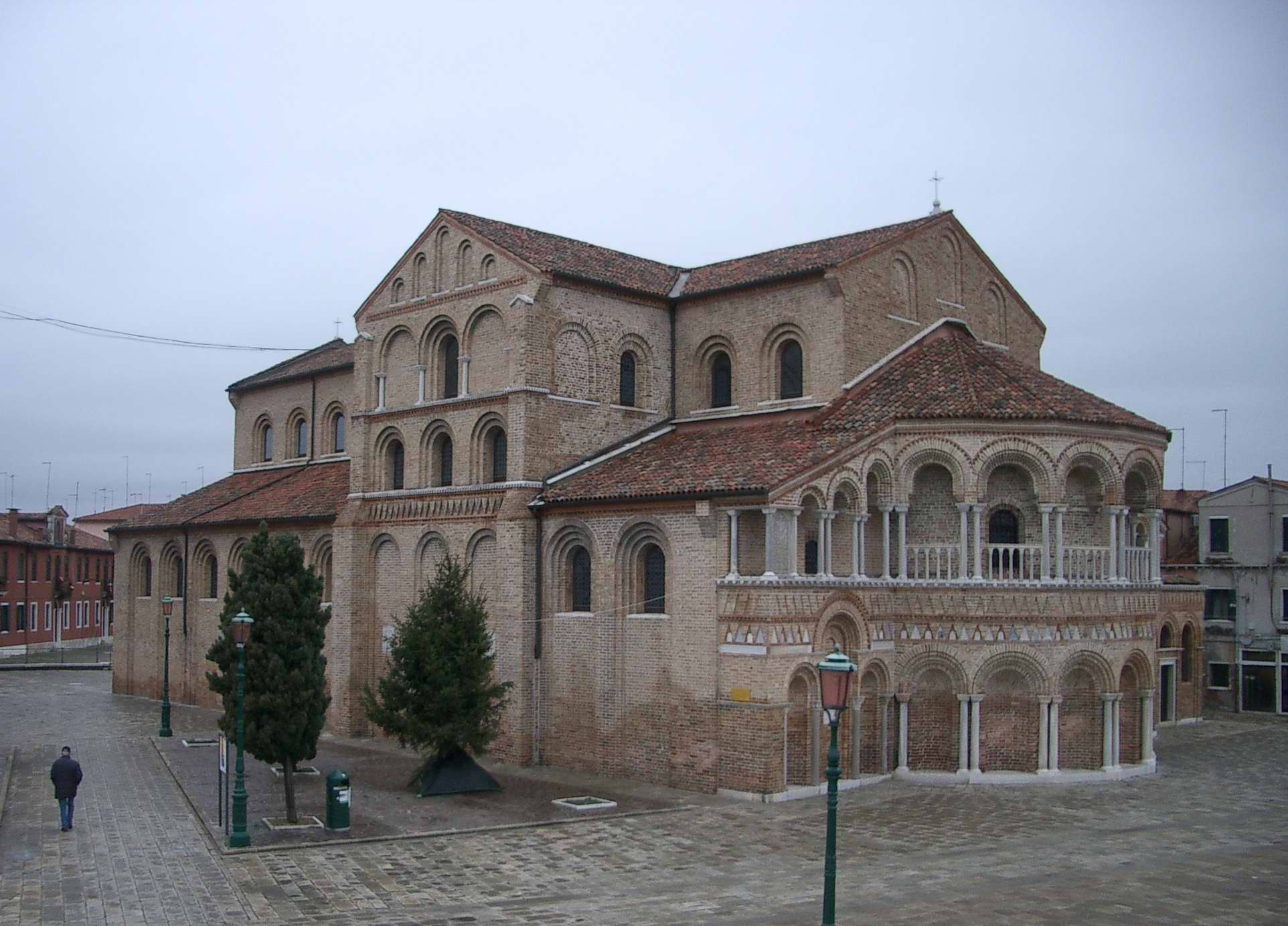
Собор Санти-Мария э Донато

В 1125 году часть его мощей, а также часть останков дракона, который по преданию был им убит, были перенесены на остров Мурано неподалёку от Венеции, в храм святых Марии и Доната.
Большой серебряный реликварий с мощами святого Доната работы XIII века сейчас находится в Национальном музее в Неаполя.
Святого Доната почитают покровителем эпилептиков и булочников, а также Ареццо, Контурси-Терме, Ачерно, Кастель-ди-Иери, Фоссачезия, Гуардьягреле, Пинероло, Ранцо, Сан-Донато-ди-Лечче, Монтезано-Салентино, Сан-Донато-ди-Нинея, Сан-Донато-Миланезе, Сан-Донато-Валь-ди-Комино, Соверия-Симери, Валь-делла-Торре, Вилья-Мартелли, Монтефорте-Чиленто (Салерно).
В честь святых Доната и Эмигдия в Гуардьягреле каждый год между 6 и 8 августа происходит празднование в честь этих святых, во время которого фигуру святого проносят по улицам города. При этом готовят и едят блюдо поркетта (porchetta) (жареного в духовке или на вертеле поросёнка с перцем, розмарином, чесноком и иными приправами).